# 1. Fußball- und Sportverein Mainz 05 2000-2001
Questa voce raccoglie le informazioni riguardanti il 1. Fußball- und Sportverein Mainz 05 nelle competizioni ufficiali della stagione 2000-2001.

## Stagione
Nella stagione 2000-2001 il Magonza, allenato da René Vandereycken, Manfred Lorenz, Eckhard Krautzun e Jürgen Klopp, concluse il campionato di 2. Bundesliga al 14º posto. In Coppa di Germania il Magonza fu eliminato al secondo turno dal Norimberga.

## Rosa
| N. |                       | Ruolo | Calciatore           |
| -- | --------------------- | ----- | -------------------- |
| 1  | Germania (bandiera)   | P     | Dimo Wache           |
| 2  | Germania (bandiera)   | C     | Thorsten Nehrbauer   |
| 3  | Germania (bandiera)   | D     | Frank Kinkel         |
| 5  | Kazakistan (bandiera) | D     | Peter Neustädter     |
| 6  | Germania (bandiera)   | D     | Kristian Zedi        |
| 7  | Germania (bandiera)   | A     | Sven Demandt         |
| 8  | Germania (bandiera)   | C     | Torsten Lieberknecht |
| 9  | Germania (bandiera)   | C     | Thomas Ziemer        |
| 10 | Marocco (bandiera)    | C     | Abderrahim Ouakili   |
| 11 | Germania (bandiera)   | C     | Christian Hock       |
| 12 | Germania (bandiera)   | D     | Markus Schuler       |
| 14 | Germania (bandiera)   | C     | Jürgen Kramny        |
| 15 | Germania (bandiera)   | C     | Adrian Spyrka        |
| 16 | Camerun (bandiera)    | A     | Samuel Ipoua         |
| 17 | Germania (bandiera)   | C     | Mark Schierenberg    |
| 18 | Germania (bandiera)   | D     | Robert Nikolic       |

| N. |                        | Ruolo | Calciatore         |
| -- | ---------------------- | ----- | ------------------ |
| 19 | Germania (bandiera)    | C     | Christof Babatz    |
| 20 | Ucraina (bandiera)     | A     | Andrij Voronin     |
| 21 | Ghana (bandiera)       | A     | Nana Bediako       |
| 23 | Germania (bandiera)    | P     | Sven Hoffmeister   |
| 24 | Germania (bandiera)    | C     | Sandro Schwarz     |
| 25 | Svizzera (bandiera)    | A     | Blaise N'Kufo      |
| 26 | Ungheria (bandiera)    | D     | Tamás Bódog        |
| 27 | Germania (bandiera)    | A     | Michael Thurk      |
| 28 | Croazia (bandiera)     | C     | Vjekoslav Škrinjar |
| 29 | Germania (bandiera)    | P     | Christian Wetklo   |
| 30 | Austria (bandiera)     | P     | Herbert Ilsanker   |
| 31 | Paesi Bassi (bandiera) | D     | Bernard Schuiteman |
| 34 | Germania (bandiera)    | D     | Manuel Friedrich   |
| 35 | Germania (bandiera)    | D     | Dennis Probst      |
| 36 | Camerun (bandiera)     | A     | Valerie Ebongollé  |

## Organigramma societario
Area tecnica
- Allenatore: Jürgen Klopp
- Allenatore in seconda:
- Preparatore dei portieri: Stephan Kuhnert
- Preparatori atletici: Axel Busenkell

## Calciomercato

### Sessione estiva
| Acquisti | Acquisti           | Acquisti            | Acquisti |
| R.       | Nome               | da                  | Modalità |
| -------- | ------------------ | ------------------- | -------- |
| C        | Thomas Ziemer      | Norimberga          |          |
| C        | Christof Babatz    | Amburgo             |          |
| D        | Tamás Bódog        | SpVgg Au/Iller      |          |
| P        | Sven Hoffmeister   | Wehen Wiesbaden     |          |
| A        | Samuel Ipoua       | Tolosa              |          |
| D        | Frank Kinkel       | Ulma                |          |
| D        | Robert Nikolic     | Darmstadt           |          |
| C        | Abderrahim Ouakili | TeBe Berlino        |          |
| D        | Bernard Schuiteman | Grazer AK           |          |
| D        | Markus Schuler     | Fortuna Colonia     |          |
| A        | Andrij Voronin     | Borussia M'gladbach |          |
| P        | Christian Wetklo   | Rot-Weiss Essen     |          |

| Cessioni | Cessioni          | Cessioni          | Cessioni |
| R.       | Nome              | a                 | Modalità |
| -------- | ----------------- | ----------------- | -------- |
| A        | Stipan Jakic      | Wehen Wiesbaden   |          |
| C        | Neil Murray       | Grimsby Town      |          |
| A        | Gustav Policella  | Duisburg          |          |
| D        | Helgi Kolviðsson  | Ulma              |          |
| A        | Machado           | Kickers Offenbach |          |
| A        | Ermin Melunovic   | Wehen Wiesbaden   |          |
| C        | Robert Ratkowski  | RW Oberhausen     |          |
| A        | Mahir Sahin       | Magonza II        |          |
| C        | Serjik Teymourian | Esteghlal         |          |
| P        | Martin Wagner     | Wehen Wiesbaden   |          |

### Sessione invernale
| Acquisti | Acquisti      | Acquisti | Acquisti |
| R.       | Nome          | da       | Modalità |
| -------- | ------------- | -------- | -------- |
| A        | Blaise N'Kufo | Lucerna  |          |

| Cessioni | Cessioni | Cessioni | Cessioni |
| R.       | Nome     | a        | Modalità |
| -------- | -------- | -------- | -------- |

## Risultati

### 2. Bundesliga

#### Girone di andata
| Arbitro: | Kemmling |

|                           |           |                       |
| Djappa 18’, 61’ Traub 56’ | Marcatori | 44’ Ouakili 52’ Thurk |

| Arbitro: | Stark |

|                       |           |                        |
| Thurk 17’ Demandt 86’ | Marcatori | 7’ Penksa 15’ Silvinho |

| Duisburg 5 settembre 2000, ore 19:00 CEST 3ª giornata | Duisburg  | 0 – 0 referto | Magonza | Wedaustadion (7 000 spett.)\| Arbitro: \| Gagelmann \| |
| Arbitro:                                              | Gagelmann |               |         |                                                        |

| Arbitro: | Kreyer |

|                     |           |                                             |
| Hock 13’ Kramny 31’ | Marcatori | 4’, 45’ Labbadia 29’ Klitzpera 40’ Gansauge |

| Arbitro: | Weber |

|                    |           |                    |
| Nielsen 34’ (rig.) | Marcatori | 35’ (rig.) Ouakili |

| Arbitro: | Späker |

|            |           |  |
| Kramny 13’ | Marcatori |  |

| Arbitro: | Wack |

|  |           |                               |
|  | Marcatori | 66’ (rig.) Ouakili 83’ Kramny |

| Arbitro: | Perl |

|           |           |  |
| Thurk 31’ | Marcatori |  |

| Arbitro: | Lange |

|                  |           |             |
| Thioune 40’, 67’ | Marcatori | 52’ Ouakili |

| Arbitro: | Rafati |

|  |           |                                 |
|  | Marcatori | 59’ Rösler 62’ Leandro 70’ Otto |

| Arbitro: | Sippel |

|                       |           |  |
| Neustädter 83’ (aut.) | Marcatori |  |

| Arbitro: | Anklam |

|  |           |                       |
|  | Marcatori | 57’ Štefulj 65’ Šimák |

| Arbitro: | Meyer |

|             |           |              |
| Voronin 87’ | Marcatori | 59’ Zernicke |

| Arbitro: | Heynemann |

|                          |           |                      |
| Rath 74’ Patschinski 89’ | Marcatori | 54’ Thurk 60’ Ziemer |

| Arbitro: | Minskowski |

|                     |           |  |
| Demandt 8’ Hock 74’ | Marcatori |  |

| Arbitro: | Margenberg |

|              |           |  |
| Schuster 10’ | Marcatori |  |

| Arbitro: | Frank |

|  |           |            |
|  | Marcatori | 49’ Klausz |

#### Girone di ritorno
| Arbitro: | Voss |

|             |           |                 |
| Ouakili 90’ | Marcatori | 67’ Lapaczinski |

| Stoccarda 28 gennaio 2001, ore 15:00 CET 19ª giornata | Kickers Stoccarda | 0 – 0 referto | Magonza | Waldau-Stadion (5 174 spett.)\| Arbitro: \| Weber \| |
| Arbitro:                                              | Weber             |               |         |                                                      |

| Arbitro: | Kircher |

|            |           |  |
| Babatz 29’ | Marcatori |  |

| Arbitro: | Wagner |

|                                                            |           |            |
| Weissenberger 3’ Wichniarek 23’ van der Ven 56’ Aračić 90’ | Marcatori | 86’ N'Kufo |

| Arbitro: | Fandel |

|  |           |           |
|  | Marcatori | 56’ Houdt |

| Arbitro: | Frank |

|                                             |           |            |
| Azzouzi 12’ (rig.) Kioyo 66’ Hasenhüttl 80’ | Marcatori | 68’ Kramny |

| Arbitro: | Lange |

|                            |           |           |
| Babatz 15’ N'Kufo 48’, 67’ | Marcatori | 19’ Kujat |

| Arbitro: | Anklam |

|               |           |          |
| Hutwelker 42’ | Marcatori | 13’ Hock |

| Arbitro: | Kammerer |

|                      |           |  |
| N'Kufo 34’ Thurk 59’ | Marcatori |  |

| Arbitro: | Scheppe |

|  |           |                    |
|  | Marcatori | 64’ Hock 68’ Thurk |

| Arbitro: | Späker |

|           |           |  |
| Thurk 90’ | Marcatori |  |

| Arbitro: | Berg |

|               |           |                                      |
| Šimák 9’, 12’ | Marcatori | 29’, 34’ Thurk 61’ N'Kufo 82’ Ziemer |

| Arbitro: | Voss |

|           |           |  |
| Diane 30’ | Marcatori |  |

| Arbitro: | Weiner |

|           |           |            |
| Ipoua 77’ | Marcatori | 23’ Meggle |

| Arbitro: | Kemmling |

|            |           |  |
| Hobsch 84’ | Marcatori |  |

| Arbitro: | Wezel |

|                       |           |                                 |
| Babatz 26’ N'Kufo 45’ | Marcatori | 7’ Feinbier 45’ (aut.) Škrinjar |

| Arbitro: | Fleischer |

|                                     |           |  |
| Cissé 43’ Klausz 64’, 83’ Catic 90’ | Marcatori |  |

### Coppa di Germania
| Arbitro: | Voss |

|  |           |             |
|  | Marcatori | 85’ Demandt |

| Arbitro: | Kemmling |

|                                          |           |  |
| Möckel 18’, 41’ Driller 22’ Beliakov 76’ | Marcatori |  |

## Statistiche

### Statistiche di squadra
| Competizione      | Punti | In casa | In casa | In casa | In casa | In casa | In casa | In trasferta | In trasferta | In trasferta | In trasferta | In trasferta | In trasferta | Totale | Totale | Totale | Totale | Totale | Totale | DR  |
| Competizione      | Punti | G       | V       | N       | P       | Gf      | Gs      | G            | V            | N            | P            | Gf           | Gs           | G      | V      | N      | P      | Gf     | Gs     | DR  |
| ----------------- | ----- | ------- | ------- | ------- | ------- | ------- | ------- | ------------ | ------------ | ------------ | ------------ | ------------ | ------------ | ------ | ------ | ------ | ------ | ------ | ------ | --- |
| 2. Bundesliga     | 40    | 17      | 7       | 5       | 5       | 20      | 19      | 17           | 3            | 5            | 9            | 17           | 26           | 34     | 10     | 10     | 14     | 37     | 45     | -8  |
| Coppa di Germania | -     | 0       | 0       | 0       | 0       | 0       | 0       | 2            | 1            | 0            | 1            | 1            | 4            | 2      | 1      | 0      | 1      | 1      | 4      | -3  |
| Totale            | 40    | 17      | 7       | 5       | 5       | 20      | 19      | 19           | 4            | 5            | 10           | 18           | 30           | 36     | 11     | 10     | 15     | 38     | 49     | -11 |

### Andamento in campionato
| Giornata  | 1  | 2  | 3  | 4  | 5  | 6  | 7  | 8 | 9  | 10 | 11 | 12 | 13 | 14 | 15 | 16 | 17 | 18 | 19 | 20 | 21 | 22 | 23 | 24 | 25 | 26 | 27 | 28 | 29 | 30 | 31 | 32 | 33 | 34 |
| --------- | -- | -- | -- | -- | -- | -- | -- | - | -- | -- | -- | -- | -- | -- | -- | -- | -- | -- | -- | -- | -- | -- | -- | -- | -- | -- | -- | -- | -- | -- | -- | -- | -- | -- |
| Luogo     | T  | C  | T  | C  | T  | C  | T  | C | T  | C  | T  | C  | C  | T  | C  | T  | C  | C  | T  | T  | C  | T  | C  | C  | T  | C  | T  | C  | T  | T  | C  | T  | C  | T  |
| Risultato | P  | N  | N  | P  | N  | V  | V  | V | P  | P  | P  | P  | N  | N  | V  | P  | P  | N  | N  | P  | P  | P  | V  | V  | N  | V  | V  | V  | V  | P  | N  | P  | N  | P  |
| Posizione | 12 | 14 | 14 | 14 | 16 | 13 | 11 | 9 | 11 | 12 | 14 | 15 | 15 | 15 | 14 | 15 | 15 | 16 | 16 | 13 | 14 | 15 | 15 | 15 | 14 | 13 | 13 | 13 | 13 | 13 | 13 | 13 | 13 | 14 |

Legenda:

Luogo: C = Casa; T = Trasferta. Risultato: V = Vittoria; N = Pareggio; P = Sconfitta.

### Statistiche dei giocatori
| Giocatore       | 2. Bundesliga | 2. Bundesliga | 2. Bundesliga | 2. Bundesliga | Coppa di Germania | Coppa di Germania | Coppa di Germania | Coppa di Germania | Totale   | Totale | Totale      | Totale     |
| Giocatore       | Presenze      | Reti          | Ammonizioni   | Espulsioni    | Presenze          | Reti              | Ammonizioni       | Espulsioni        | Presenze | Reti   | Ammonizioni | Espulsioni |
| --------------- | ------------- | ------------- | ------------- | ------------- | ----------------- | ----------------- | ----------------- | ----------------- | -------- | ------ | ----------- | ---------- |
| C. Babatz       | 21            | 3             | 4             | 0             | 0                 | 0                 | 0                 | 0                 | 21       | 3      | 4           | 0          |
| N. Bediako      | 1             | 0             | 0             | 0             | 0                 | 0                 | 0                 | 0                 | 1        | 0      | 0           | 0          |
| T. Bódog        | 13            | 0             | 2             | 1             | 1                 | 0                 | 0                 | 0                 | 14       | 0      | 2           | 1          |
| S. Demandt      | 26            | 2             | 1             | 0             | 2                 | 1                 | 0                 | 0                 | 28       | 3      | 1           | 0          |
| V. Ebongollé    | 0             | 0             | 0             | 0             | 1                 | 0                 | 0                 | 0                 | 1        | 0      | 0           | 0          |
| M. Friedrich    | 27            | 0             | 4             | 0             | 2                 | 0                 | 1                 | 0                 | 29       | 0      | 5           | 0          |
| C. Hock         | 27            | 4             | 5             | 0             | 1                 | 0                 | 0                 | 0                 | 28       | 4      | 5           | 0          |
| S. Hoffmeister  | 4             | 0             | 0             | 0             | 0                 | 0                 | 0                 | 0                 | 4        | 0      | 0           | 0          |
| H. Ilsanker     | 0             | 0             | 0             | 0             | 0                 | 0                 | 0                 | 0                 | 0        | 0      | 0           | 0          |
| S. Ipoua        | 5             | 1             | 2             | 0             | 0                 | 0                 | 0                 | 0                 | 5        | 1      | 2           | 0          |
| S. Jakic        | 1             | 0             | 0             | 0             | 1                 | 0                 | 0                 | 0                 | 2        | 0      | 0           | 0          |
| F. Kinkel       | 7             | 0             | 2             | 0             | 0                 | 0                 | 0                 | 0                 | 7        | 0      | 2           | 0          |
| J. Klopp        | 9             | 0             | 3             | 0             | 1                 | 0                 | 0                 | 0                 | 10       | 0      | 3           | 0          |
| J. Kramny       | 27            | 4             | 4             | 0             | 0                 | 0                 | 0                 | 0                 | 27       | 4      | 4           | 0          |
| T. Lieberknecht | 9             | 0             | 1             | 0             | 1                 | 0                 | 0                 | 0                 | 10       | 0      | 1           | 0          |
| B. N'Kufo       | 14            | 6             | 5             | 0             | 0                 | 0                 | 0                 | 0                 | 14       | 6      | 5           | 0          |
| T. Nehrbauer    | 20            | 0             | 5             | 0             | 2                 | 0                 | 2                 | 0                 | 22       | 0      | 7           | 0          |
| P. Neustädter   | 31            | 0             | 5             | 0             | 2                 | 0                 | 0                 | 0                 | 33       | 0      | 5           | 0          |
| R. Nikolic      | 21            | 0             | 3             | 0             | 1                 | 0                 | 0                 | 0                 | 22       | 0      | 3           | 0          |
| A. Ouakili      | 16            | 5             | 2             | 1             | 1                 | 0                 | 0                 | 0                 | 17       | 5      | 2           | 1          |
| G. Policella    | 4             | 0             | 0             | 0             | 1                 | 0                 | 0                 | 0                 | 5        | 0      | 0           | 0          |
| D. Probst       | 1             | 0             | 0             | 0             | 0                 | 0                 | 0                 | 0                 | 1        | 0      | 0           | 0          |
| M. Schierenberg | 3             | 0             | 0             | 0             | 0                 | 0                 | 0                 | 0                 | 3        | 0      | 0           | 0          |
| B. Schuiteman   | 8             | 0             | 2             | 0             | 0                 | 0                 | 0                 | 0                 | 8        | 0      | 2           | 0          |
| M. Schuler      | 26            | 0             | 3             | 0             | 1                 | 0                 | 0                 | 0                 | 27       | 0      | 3           | 0          |
| S. Schwarz      | 28            | 0             | 7             | 0             | 2                 | 0                 | 1                 | 0                 | 30       | 0      | 8           | 0          |
| A. Spyrka       | 10            | 0             | 3             | 0             | 2                 | 0                 | 0                 | 0                 | 12       | 0      | 3           | 0          |
| M. Thurk        | 29            | 9             | 10            | 0             | 1                 | 0                 | 0                 | 0                 | 30       | 9      | 10          | 0          |
| A. Voronin      | 10            | 1             | 0             | 0             | 1                 | 0                 | 0                 | 0                 | 11       | 1      | 0           | 0          |
| D. Wache        | 31            | 0             | 0             | 1             | 2                 | 0                 | 0                 | 0                 | 33       | 0      | 0           | 1          |
| C. Wetklo       | 0             | 0             | 0             | 0             | 0                 | 0                 | 0                 | 0                 | 0        | 0      | 0           | 0          |
| K. Zedi         | 0             | 0             | 0             | 0             | 0                 | 0                 | 0                 | 0                 | 0        | 0      | 0           | 0          |
| T. Ziemer       | 18            | 2             | 1             | 0             | 0                 | 0                 | 0                 | 0                 | 18       | 2      | 1           | 0          |
| V. Škrinjar     | 25            | 0             | 3             | 0             | 1                 | 0                 | 0                 | 0                 | 26       | 0      | 3           | 0          |